# Organiserad brottslighet

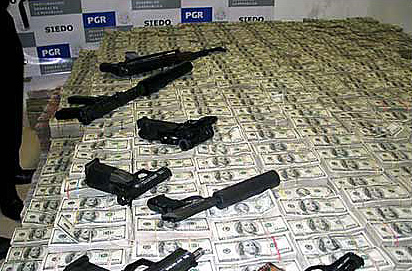
207 miljoner USA-dollar i illegala drogpengar, beslagtaget 2007 av mexikansk polis – det då största beslaget av illegala drogpengar i historien.

Organiserad brottslighet är brottslighet som begås av flera personer i någon slags långsiktigt organiserad samverkan, vanligtvis i syfte att tjäna pengar. Samverkan kan endera ske genom en hierarkisk organisation, så som den klassiska maffian, eller i mer löst sammansatta och varierande nätverk. Användning av hot, mutor, skattebrott, utpressning och korruption är vanlig, och organiserad brottslighet har ofta internationella kopplingar. De typer av brott som begås av den organiserade brottsligheten är mycket varierande (multikriminalitet), och styrs av möjligheten att tjäna pengar.
I fall när stater är indragna i den organiserade brottsligheten talas ibland om maffiastater eller om statsorganiserad brottslighet.

## Definition av organiserad brottslighet
Den exakta definitionen av organiserad brottslighet kan variera mellan olika länder. Detta beror dels på att olika länder har olika rättssystem (som påverkar vilka definitioner som fungerar att använda i domstolar), och dels på att de har olika historisk erfarenhet av organiserad brottslighet vilket ibland har resulterat i olika former av specialanpassad lagstiftning.

### Organiserad brottslighet som maffia
En traditionell definition är att den organiserade brottsligheten är maffiaartad till karaktären, varför dessa termer ofta används synonymt[källa behövs]. Detta synsätt spreds under 1990-talet. Den organiserade brottsligheten beskrevs då som brottslighet som begicks av grupper med stark hierarki, med tydlig arbetsfördelning, med ett internt straff- och belöningssystem, och vars brott huvudsakligen bestod av bedrägerier, korruption, och infiltration i ekonomiska system. Studier från Nederländerna visar i stället att smuggling utgör huvudgruppen av de organiserade brotten, och då innefattas narkotikasmuggling, trafficking, och vapensmuggling, samt pengatvätt. Den organiserade brottsligheten har på grund av sådana studier mer och mer kommit att uppfattas som transitbrottslighet (som också innefattar så kallad karusellhandel). Organisatoriskt sett synes fenomenet bättre beskrivas som brottsliga nätverk. Dessa nätverk är också beroende av yrkesverksamma personer som möjliggör brotten, vilka exempelvis kan återfinnas i nätverkets sociala krets. Studier i Nederländerna visar att medelåldern på personer i den organiserade brottsligheten är avsevärt högre än bland livsstilskriminella. Ingången till den organiserade brottsligheten tycks sällan vara en redan etablerad kriminell karriär. Snarare handlar det om kontakter: vänskapsband, arbetskamrater, och personer som lär känna varandra genom fritidsaktiviteter, vilka leder in i brottsligheten, samt att personen befinner sig under vissa särskilda livsomständigheter. Unga rekryteras dock också till den organiserade brottsligheten. Det sker då sällan genom aktiv rekrytering, och inte heller ofta genom tvång, utan genom att de unga är anhöriga till personer som tillhör den organiserade brottsligheten. Personer som kommit högt upp i den kriminella hierarkin kan sällan bindas till brott. Deras brott utgörs vanligen av anstiftan, medan andra personer utför brotten.

### EU
Inom EU har länderna enats om en gemensam definition av organiserad brottslighet. Kravet är att minst sex av följande elva kriterier ska uppfyllas, där punkterna 1, 3, 5 och 11 är obligatoriska.
1. Samarbete mellan fler än två personer - obligatoriskt kriterium
2. Egna tilldelade uppgifter till var och en
3. Lång eller obegränsad utsträckning i tiden - obligatoriskt kriterium
4. Någon form av disciplin och kontroll
5. Misstanke om allvarliga kriminella handlingar - obligatoriskt kriterium
6. Verksamhet på internationell nivå
7. Användande av våld eller andra metoder för hot
8. Användande av kommersiella eller affärsmässiga strukturer
9. Deltagande i penningtvätt
10. Otillbörlig påverkan på politik, medier, offentlig förvaltning, rättsliga myndigheter eller ekonomin
11. Strävan efter vinning och/eller makt - obligatoriskt kriterium

2008 definierade EU en kriminell organisation som "en strukturerad sammanslutning, som har inrättats under en tid, av mer än två personer som handlar i samförstånd för att begå brott som bestraffas med frihetsberövande eller en frihetsberövande säkerhetsåtgärd på maximalt minst fyra år eller en strängare sanktion, för att direkt eller indirekt erhålla ekonomiska eller materiella fördelar". Begreppet strukturerad sammanslutning definieras som "en sammanslutning som inte till kommit slumpartat i det omedelbara syftet att begå ett brott eller som inte nödvändigtvis har formellt fastställda roller för medlemmarna, kontinuitet i sammansättningen eller en ut arbetad struktur".
Den gemensamma definitionen är i huvudsak avsedd att användas för det internationella polis- och rättssamarbetet inom EU. Den nationella lagstiftningen mot organiserad brottslighet ser däremot mycket olika ut, då den nationella straffrätten bara i begränsad omfattning är harmoniserad mellan EU-länderna och inte primärt är en EU-fråga. Tre huvudsakliga principer förekommer bland EU-länderna när det gäller organiserad brottslighet:
- Länder med kontinentaleuropeiskt rättssystem kriminaliserar själva deltagandet i en kriminell organisation.
- Common law-länder som baserar sig på stämpling (conspiracy), det vill säga en överenskommelse att begå brott.
- Nordiska länder som inte använder sig av konceptet kriminell organisation i själva lagföringen, utan istället använder sig av allmänna straffrättsliga principer, som anstiftan och medverkan.

### USA
USA:s federala polis FBI definierar organiserad brottslighet (Organized Crime) på följande sätt: "varje grupp som har någon form av formaliserad struktur och vars främsta mål är att tjäna pengar genom olaglig verksamhet. Sådana grupper bibehåller sin position genom att använda sig av faktiskt våld eller hot om våld, korrumperade offentliga företrädare och tjänstemän, mutbrott eller utpressning, och har i allmänhet en stor påverkan på personer i sin närmaste omgivning, region eller landet som helhet."
Dessutom används begreppet kriminell organisation (Criminal Enterprise) i USA närmast synonymt med begreppet organiserad brottslighet. FBI definierar en kriminell organisation som "en grupp av individer med en definierad hierarki, eller med jämförbar struktur, som är verksam i betydande brottslig verksamhet".

## Organiserad brottslighet i olika länder och regioner

### Balkan
Det forna Jugoslaviens sönderfall i början av 1990-talet och de därpå följande stridigheterna bidrog starkt till att den organiserade brottsligheten på Balkan ökade. Generellt sett kännetecknas organisationerna av mer eller mindre löst sammansatta grupperingar.

### Sverige
Den organiserade brottsligheten i Sverige expanderade kraftigt under en 10-årsperiod från mitten av 1990-talet. Många grupperingar har kommit och gått under åren, men sedan 1990-talet består många av dem endera av kriminella motorcykelklubbar respektive etniskt sammansatta kriminella grupperingar.